# Municipio de Lehman (condado de Luzerne)
El municipio de Lehman  (en inglés: Lehman Township) es un municipio ubicado en el condado de Luzerne en el estado estadounidense de Pensilvania. En el año 2000 tenía una población de 3.206 habitantes y una densidad poblacional de 57.1 personas por km².

## Geografía
El municipio de Lehman se encuentra ubicado en las coordenadas 41°19′00″N 75°59′53″O / 41.31667, -75.99806.

## Demografía
Según la Oficina del Censo en 2000 los ingresos medios por hogar en la localidad eran de $43,060 y los ingresos medios por familia eran $46,708. Los hombres tenían unos ingresos medios de $34,256 frente a los $25,710 para las mujeres. La renta per cápita para la localidad era de $20,312. Alrededor del 8,3% de la población estaban por debajo del umbral de pobreza.